# Maksim Sapožkov
Maksim Sapožkov (in russo Максим Сапожков?; Voronež, 15 novembre 2000) è un pallavolista russo, opposto del Modena.

## Carriera

### Club
Nella stagione 2018-19 esordisce nella Superliga russa con la Lokomotiv Novosibirsk, dove resta per due annate, giocando anche nella seconda squadra. Nella stagione 2020-21 viene ingaggiato dal club bulgaro del Montana, in Superliga, per poi far ritorno in Russia già per il campionato seguente, accasandosi al Samotlor, sempre nella massima divisione.
Nella stagione 2022-23 si accorda con il Verona, militante nella Superlega italiana, dove è di scena anche nella stagione seguente, ma con il Modena.

### Nazionale
Nel 2017 viene convocato nella nazionale russa under 18 e in quella under 19: con quest'ultima, nello stesso anno, vince la medaglia di bronzo al Festival olimpico estivo della gioventù europea e quella d'argento al campionato mondiale. Nel 2018 è nella selezione under 20, aggiudicandosi l'oro al campionato europeo, mentre nel 2019 è in quella under 21 con cui partecipa al campionato mondiale, chiuso al quarto posto, dove ottiene il riconoscimento come miglior opposto.

## Palmarès

### Nazionale (competizioni minori)
- Festival olimpico della gioventù europea 2017
- Campionato mondiale under 19 2017
- Campionato europeo under 20 2018

### Premi individuali
- 2019 - Campionato mondiale under 21: Miglior opposto